# Tablet van Cebes

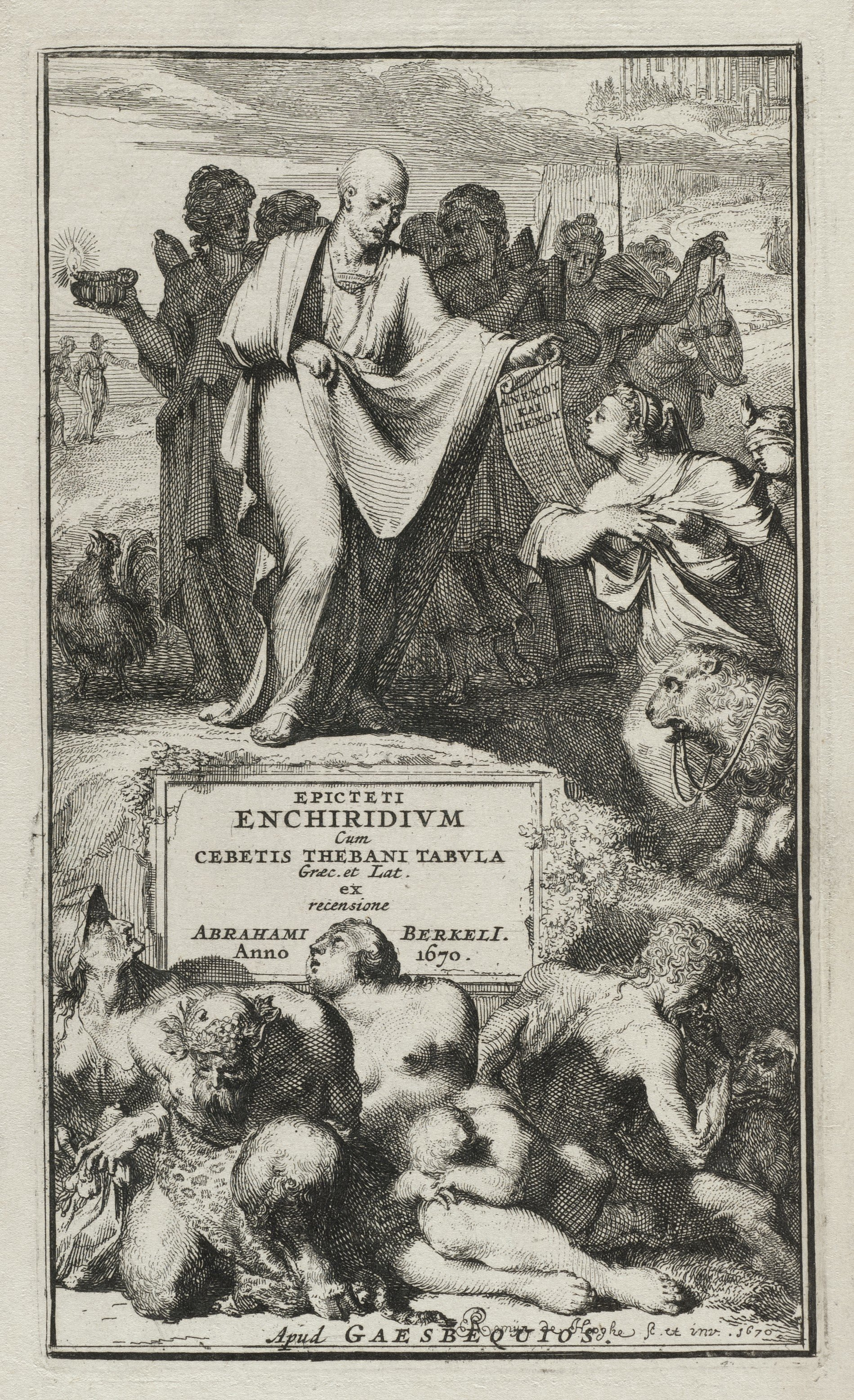
Titelprent voor Epicteti Enchiridium, una cum Cebetis Thebani tabula Græce & Latine.

De Tablet van Cebes (Tabula Cebetis), ook bekend als Pinax, is een allegorisch-didactische tekst uit de late 1e of vroege 2e eeuw. Het werk werd ten onrechte toegeschreven aan Cebes van Thebe, een volgeling van Socrates die ook figureert in de socratische dialogen van Plato. Van 'Cebes' was bekend dat hij drie dialogen zou hebben geschreven, waarvan alleen de Tablet is overgeleverd.
Het werk behoort tot het genre van de ekphrasis, de beschrijving van een voorwerp, hier een tablet of plaque. Het bevat een moraliserende allegorie van het menselijke leven zoals afgebeeld op een fictief tablet (pinax). De verteller beschrijft en verklaart die samen met zijn vriend wanneer ze die tegenkomen in de tempel van Cronus.
Het tablet toont een landschap met allerlei omheiningen en personificaties zoals Deugd en Ondeugd, Straf, Berouw en Geluk. In de hoogste omheining staat een citadel waar Geluk haar troon heeft. De mensen die door het landschap zwerven, weten niet hoe ze daar moeten komen. Zo komen enkelen binnen het domein van Vals Onderwijs, waar dichters en geleerden menen het geluk te hebben gevonden. Van daaruit vinden sommigen van hen echter een lastig pad naar het domein van Juist Onderwijs, waar ook Geluk en de Deugd verblijven. Wat op de levensweg van de mens komt dankzij Geluk zijn geen persoonlijke geschenken en is als zodanig niet goed of slecht. Dergelijke toevalligheden zijn geen echte voordelen. Dit laat invloed van stoïsche filosofie zien. Echt geluk is enkel in deugdzaamheid te vinden, want alleen deugdzaamheid is een voordeel.
Het werk was bekend bij onder anderen Diogenes Laërtius, Lucianus en Athenaeus. In de vroegmoderne tijd werd de tekst opnieuw populair. Hendrik Laurensz. Spiegel gebruikte Cebes’ tafereel in zijn Hart-spiegel (postuum verschenen in 1614).

## Bron
- Seddon, Keith. Epictetus’ Handbook and the Tablet of Cebes: Guides to Stoic Living. London: Routledge, 2005.